# ميخائيل غولدن
ميخائيل غولدن (بالإنجليزية: Michael Golden)‏ هو قاضي ومحامي أمريكي، ولد في 1942.

## وصلات خارجية
- ميخائيل غولدن على موقع إن إن دي بي (الإنجليزية)